# Impulsoria
Die Impulsoria war eine 1850 gebaute Lokomotive, die entsprechend einem Entwurf von Clemente Masserano über ein Getriebe von zwei bis vier Pferden auf einem Laufband angetrieben wurde. Sie wurde 1850 in London getestet und im Folgejahr auf der Great Exhibition (Londoner Industrieausstellung von 1851) ausgestellt.

## Beschreibung und Funktionsweise
Die Idee einer laufbandbetriebenen Lokomotive war bereits einige Zeit in Umlauf, jegliche Umsetzungsversuche, etwa in England oder Frankreich, schlugen jedoch zunächst fehl. Der Durchbruch gelang erst Clemente Masserano, der in Pinerolo, Italien, die Impulsoria erfand. Entsprechend seiner Entwürfe wurde diese in Italien konstruiert und im Folgenden nach England transportiert. Dort absolvierte sie erfolgreich Tests auf dem Schienennetz der South Western Railway, bei denen sie unter anderem einen Hügel überwinden musste. Unterstützt wurden diese Versuche von den Direktoren der South Western Railway, auch assistierte deren Chefingenieur John Gooch bei der Durchführung. Konzipiert war die Impulsoria als Ersatz für Dampflokomotiven: Sie wurde angetrieben durch die Muskelkraft von zwei bis vier Pferden, die auf einem nach hinten abschüssigen Laufband liefen, das von Masserano als Pedivella bezeichnet wurde. Diese Kraft wurde dann über Ketten und das die Bewältigung von Anstiegen ermöglichende Getriebe auf die Räder übertragen. Angeblich sollten so bis zu 30 Wagen bergauf gezogen werden können.
Eine wichtige Rolle nahm das Getriebe ein: Zunächst erlaubte es der Impulsoria eine variable Geschwindigkeit bei konstantem Tempo der Pferde. Durch dessen Gänge war die Maximalgeschwindigkeit dabei zudem nicht auf jene der Pferde beschränkt. So war gewährleistet, dass die Impulsoria bei gleich bleibender Ausrichtung auf den Schienen in beide Richtungen fahren konnte. Zuletzt ermöglichte das Getriebe es, durch Abschalten die Fahrt unabhängig vom Laufen der Pferde anzuhalten. Das Fahrzeug fuhr während der Tests mit einem Tempo von 11 km/h, das Potential einer weiterentwickelten Version wurde jedoch bei 24 bis 32 km/h gesehen, sodass es gegenüber einer damaligen Dampflokomotive einen Geschwindigkeitsvorteil gehabt hätte.

## Effizienz und Betriebskosten
Die Effizienz der Impulsoria wurde verglichen mit den damaligen Dampflokomotiven, bei denen man einen zu hohen Energieverlust annahm, als positiv bewertet. Die Betriebskosten erschöpften sich in der Unterhaltung der Pferde, die auf zwei Schillinge pro Tag pro Pferd geschätzt wurde. Das wäre auch bei der Annahme von vier Pferden verglichen mit den täglichen Kohlekosten für den Betrieb einer Dampflokomotive von etwa 6 Pfund sehr gering. Es wurde angenommen, dass die Pferde bei einer normalen Arbeitszeit von acht Stunden eine finale Version der Impulsoria pro Tag acht Mal über eine Strecke von 30 Meilen transportieren, also insgesamt 240 Meilen zurücklegen könnten.

## Ausstellung
Der italienische Professor der Philosophie Andrea Crestadoro verbesserte die Konstruktion und ließ sich 1852 entsprechende Patente erteilen. Diese weiterentwickelte Version stellte er auch 1851 bei der Great Exhibition (Londoner Industrieausstellung von 1851) im Crystal Palace aus. Ein ähnliches Vehikel, das ebenfalls als Impulsoria bezeichnet wurde und angeblich im Eigentum eines gewissen Herrn Steinheil stand, wurde 1853 in Deutschland ausgestellt.